# Drahotice (Nasavrky)
Drahotice je malá vesnice, část města Nasavrky v okrese Chrudim. Nachází se asi 1,5 km na severovýchod od Nasavrk. V roce 2009 zde bylo evidováno 37 adres. V roce 2001 zde trvale žilo 30 obyvatel.
Drahotice leží v katastrálním území Ochoz u Nasavrk o výměře 3,69 km2.